# Niedźwiednik (Karkonosze)
Niedźwiednik (626 m n.p.m.) – szczyt w Karkonoszach, w obrębie Karkonoskiego Padołu Śródgórskiego.
Leży między Olszynką a Czerwieniem, na zachód od Przesieki.
Zbudowany z granitu karkonoskiego. Na zboczach pojedyncze skałki.